# Halden kopó
A halden kopó (Haldenstövare) egy norvég kutyafajta.

## Történet
Kialakulása az 1800-as évekre tehető. Nevét a Norvégia délkeleti részén a svéd határ közelében elterülő Halden városáról kapta. Svéd, német és angol fajták keresztezésével alakították ki. 

## Külleme
Marmagassága 51-64 centiméter, tömege 23-29 kilogramm. Háromszínű eb, fehér alapon változatos alakú fekete és cser jegyekkel. A négy elismert "stövare" fajta közül a legnagyobb termetű. 

## Jelleme
Természete élénk és ragaszkodó. Más norvég kopóhoz hasonlóan nem falkakutya, ezért kedvencként is tartható.  